# SMS Wiesbaden
Le SMS Wiesbaden est un croiseur léger, navire de tête de sa classe construit pour la Kaiserliche Marine pendant la Première Guerre mondiale.
Commandé au début des années 1910, sa quille est posée en 1913 au chantier naval AG Vulcan de Stettin. Il est lancé le 20 janvier 1915 et mis en service le 23 août 1915.

## Historique
Sous le commandement du capitaine Fritz Reiss, le Wiesbaden est affecté au II. Aufklärungsgruppe (2e groupe d'éclairage) dirigé par le Konteradmiral Friedrich Boedicker (en), ordre de bataille de la Hochseeflotte qui prend part à la bataille du Jutland les 30 mai et 1er juin 1916. Son sister-ship, le Frankfurt, est le navire amiral du groupe. L'unité est affectée à l'écran des croiseurs de bataille du I. Aufklärungsgruppe, dirigé par le vice-amiral Franz von Hipper. Au début de la bataille, le Wiesbaden s'est dirigé vers tribord, l'éloignant des navires Elbing, Pillau, et Frankfurt qui engageaient au même moment l'écran d'un croiseur britannique.
Vers 18 h 30, le Wiesbaden et le reste du groupe rencontrèrent le croiseur HMS Chester,, ouvrant immédiatement le feu en l'endommageant. Lorsque les croiseurs se désengagèrent, les trois croiseurs de bataille du contre-amiral Horace Hood sont intervenus. Son vaisseau amiral HMS Invincible toucha le Wiesbaden dans sa salle des machines, neutralisant alors le navire. Le contre-amiral Paul Behncke ordonna à ses dreadnoughts de couvrir le Wiesbaden qui commençait à dériver. Simultanément, les croiseurs légers britanniques des 3e et 4e escadrons tentèrent de lancer une attaque à la torpille sur la ligne allemande ; alors qu'ils fonçaient dans le champ de tir, le Wiesbaden faisait face aux canonnages des croiseurs britanniques. Le destroyer HMS Onslow se posta à moins de 1 800 mètres de sa cible et tira une torpille qui explosa directement sous la tourelle de commandement. Le croiseur estropié parvint à rester à flot. Dans la mêlée qui s'ensuivit, le croiseur cuirassé HMS Defence a explosé et le HMS Warrior a été mortellement endommagé. Le Wiesbaden immobilisé tira ses torpilles sans succès.
Peu de temps après 20 heures, la IIIe flottille de torpilleurs tenta de secourir son équipage, mais des tirs nourris de la ligne de bataille britannique empêcha tout action. Une autre tentative échoua lorsque les équipages des torpilleurs perdirent de vue le croiseur, ne parvenant plus à le localiser. Le navire sombra entre 01 h 45 et 02 h 45. Seul un membre d'équipage survécut au naufrage ; il fut secouru par un bateau à vapeur norvégien le lendemain. Parmi les 589 tués se trouvait le célèbre écrivain de poésie et de fiction Johann Kinau, connu sous son pseudonyme de Gorch Fock, posthumement honoré par la Kriegsmarine et la Deutsche Marine qui a donné son nom à deux grands voiliers en fer,,.
L'épave du Wiesbaden a été retrouvée en 1983 par des plongeurs de la marine allemande. Le navire repose à l'envers sur le fond de la mer à une profondeur de 52 mètres. Il fut le dernier croiseur allemand coulé durant la bataille du Jutland à être localisé.